# Mönsterbok
Mönsterbok en samling av mönster eller ritningar för dekorationselement inom konsthantverk eller arkitekturdetaljer inom arkitekturen. Idag brukar främst böcker med textila mönster avses.
Avritningar av andra konstnärer eller arkitekters verk har förekommit betydligt längre, men med boktryckarkonstens intåg kunde större samlingar av konstnärsförlagor spridas i större upplagor. Många av de första mösterboksskaparna var anonyma, såsom Mästaren av spelkorten och signaturen Mäster E. S..
Även i Italien började mönsterstick utges under 1400-talet. För arkitekturdetaljer stacks i Italien från början av 1500-talet en hel del serier, de flesta anonyma. För hela byggnadsverk utom mönsterböcker med för renässansens antikintresse typiska bilder av forntida arkitektur. Av teoretiska verk blev Vitruvius Tio böcker om arkitekturen tryckta och även försedda med illustrationer första gången 1511. 1556 utkom Andrea Palladio stora praktupplaga av romarens verk.
1537 utgav Sebastiano Serlio sin första arkitekturbok. 1570 utkom Palladius egna Fyra böcker om arkitekturen. Av den tyska renässansens mästare har mönsterblad av Albrecht Dürer, Hans Holbein den yngre, Hans och Barthel Beham, Heinrich Aldegrever och Peter Flötner spelat största rollen. I Frankrike var Jacques Androuet och Philibert Delorme de stora namnen.
Bland nederländarna märks Cornelis Bos, Cornelis Floris och Hans Vredeman de Vries. I alla kulturländer utkom efter hand mönsterböcker eller enstaka blad med förebilder för konsthantverk och arkitektur, varje land och varje mästare ofta med sin speciella stil. Under senrenässansen med dess måttlösa slöseri av ornamentik och överlastade konsthantverk hade mönsterböckerna en stor tid.
I barockens Frankrike var de främsta mönsterboksmästarna Jean Lepautre, Charles Le Brun, Jean och Daniel Marot samt Jean Bérain den äldre, under rokokotiden Gilles-Marie Oppenord och Juste-Aurèle Meissonnier. Även Antoine Watteau skapade sin egen dekorationsstil.
I Storbritannien utgav nästan alla de stora möbelkonstnärerna Thomas Chippendale, Thomas Sheraton, George Hepplewhite, Robert Adam jämte sina bröder mönsterböcker av stor betydelse.
I Italien stack under 1700-talet bland annat Giovanni Battista Piranesi mönsterböcker efter antika byggnader. Empirens stora namn var Charles Percier och Pierre Francois Leonard Fontaine.
En särställning bland mönsterböckerna hade hela tiden mönsterböckerna inom broderikonsten, där de första skapades redan under renässansen. Han höll sig dock mönster med en seg konservatism kvar i ständigt nyutgivna upplagor. I Sverige kan man spåra renässansmönster i textila mönsterböcker ännu under 1700-talet och långt in i 1800-talet, ja till och med i de första symaskinsfirmornas reklamtryck och märkböcker. Bland tidiga märkböcker för texilkonst, där de tyska var de ledande märks Jorg Gastels från 1525, troligen den första, Peter Quentels av 1527 och en mängd andra.
I Sverige började mönsterböcker för textilkonst att tryckas först under 1800-talet, då ett stort antal väv-, stick-, virknings-, broder- och märkböcker såg dagen. Under början av 1900-talet började även hemslöjden att samla och utge märkböcker och blad med gamla mönster.